# Dsjanis Hrot
Dsjanis Tscheslawawitsch Hrot (belarussisch Дзяніс Чэслававіч Грот, russisch Денис Чеславович Гроть/Denis Tscheslawowitsch Grot; * 6. Januar 1984 in Minsk, Weißrussische Sozialistische Sowjetrepublik) ist ein russisch-belarussischer Eishockeyspieler, der zuletzt beim HK Jugra Chanty-Mansijsk in der Kontinentalen Hockey-Liga unter Vertrag stand.

## Karriere
Dsjanis Hrot begann seine Karriere als Eishockeyspieler im Nachwuchsbereich von Elemasch Elektrostal, für dessen Profimannschaft er in der Saison 2001/02 sein Debüt in der Wysschaja Liga, der zweiten russischen Spielklasse, gab. Anschließend unterschrieb der Verteidiger bei Lokomotive Jaroslawl, konnte sich dort jedoch zunächst nicht durchsetzen, so dass er in der Saison 2002/03 nur für dessen zweite Mannschaft in der drittklassigen Perwaja Liga zum Einsatz kam. Zudem war er für einen Großteil der Spielzeit an den Zweitligisten HK Lipezk ausgeliehen. Nach einem Jahr bei Lokomotives erster Mannschaft in der Superliga, unterschrieb der ehemalige Junioren-Nationalspieler zu Beginn der Saison 2004/05 bei dessen Ligarivalen HK Sibir Nowosibirsk, das ihn gegen Saisonende an Amur Chabarowsk aus der Wysschaja Liga abgab.
Im Sommer 2005 erhielt Hrot einen Einjahresvertrag in der russischen Hauptstadt beim HK Spartak Moskau. Dort konnte der gebürtige Belarusse erstmals eine gesamte Spielzeit in der Superliga absolvieren, ehe er zwei Jahre bei Neftechimik Nischnekamsk verbrachte. Für die Saison 2008/09 holte ihn sein Ex-Club HK Sibir Nowosibirsk zurück, wo er in seinem ersten Jahr in der neugegründeten Kontinentalen Hockey-Liga in 54 Spielen fünf Vorlagen ga. Danach unterschrieb der Linksschütze bei KHL-Neuling Awtomobilist Jekaterinburg, mit dem er in der ersten Playoff-Runde um den Gagarin Cup an Salawat Julajew Ufa scheiterte. Zur Saison 2010/11 wurde er von Torpedo Nischni Nowgorod verpflichtet. Dort spielte er bis Dezember 2011, ehe er zu Amur Chabarowsk zurückkehrte. Im Mai 2012 wurde er von Neftechimik Nischnekamsk verpflichtet und spielte bis Oktober 2013 für den Verein. Anschließend war er für wenige Spiele beim HK Jugra Chanty-Mansijsk aktiv.

### International
Für Russland nahm Hrot an der U18-Junioren-Weltmeisterschaft 2002 und der U20-Junioren-Weltmeisterschaft 2004 teil.

## Erfolge und Auszeichnungen
- 2002 Silbermedaille bei der U18-Junioren-Weltmeisterschaft

## KHL-Statistik
(Stand: Ende der Saison 2010/11)